# Relaciones Estados Unidos-Tonga
Las Relaciones entre Estados Unidos y Tonga son las relaciones bilaterales entre Estados Unidos de América y el Reino de Tonga.

## Historia
Los Estados Unidos reconoció a Tonga el 2 de octubre de 1886, cuando ambos países firmaron un acuerdo Tratado de Amistad, Comercio y Navegación en Nukualofa. El mismo entró en vigor dos años después, en 1888 pero fue cesado el 28 de julio de 1920 por el Ministerio de Relaciones Exteriores del Reino Unido en nombre de Tonga, ya que se había convertido en un protectorado británico en 1900. El primer cónsul general de Estados Unidos en Nukualofa, Church Howe, fue nombrado el 30 de junio de 1897 y reemplazado por Luther W. Osborn el 26 de julio de 1897. El puesto que residía en Apia, Samoa,  se cerró en 1901.
El 4 de octubre de 1972, el gobierno estadounidense reconoció la independencia y soberanía de Tonga, al designar a Kenneth Franzheim II como Embajador Extraordinario y Plenipotenciario en Nueva Zelanda, concurrente ante el gobierno tongano, así como ante Samoa Occidental y Fiyi. Sin embargo, Franzheim renunció a su puesto en Wellington antes de presentar sus credenciales, el 6 de noviembre de 1972; renunció como embajador de Estados Unidos en Tonga poco después, en enero de 1973. Desde 1979, el embajador de Estados Unidos en Fiyi, residente en Suva, ha sido acreditado ante Tonga. El 11 de abril de 1979, John P. Condon presentó sus credenciales al gobierno tongano.
Durante la Segunda Guerra Mundial, Tonga apoyó al bando aliado. En 1939, nacieron los Servicios de Defensa de Tonga, mientras que en 1943, Nueva Zelanda ayudó a capacitar a dos contingentes tonganos de dos mil efectivos que lucharon en la Campaña de las Islas Salomón. Además, tropas estadounidenses fueron estacionadas en la isla de Tongatapu, y se convirtió en un importante centro de tránsito para las rutas marítimas de los Aliados durante la guerra.

## Cooperación

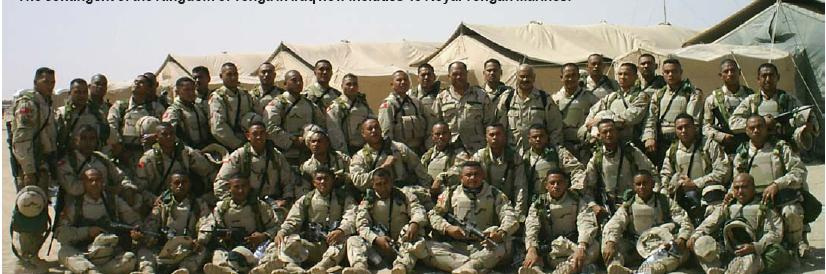
Royal Tongan Marines en Irak

Voluntarios de Peace Corps enseñan y brindan asistencia técnica a los tonganos. Un gran número de tonganos reside en los Estados Unidos, particularmente en Utah, California y Hawái.
El 4 de julio de 2007, el embajador estadounidense Larry Dinger notó la "estrecha relación militar bilateral" entre los dos países. Tonga es miembro de la "Coalición de la voluntad", y los Servicios de Defensa de Tonga han desplegado tropas en Irak.
Estados Unidos ha pedido a Tonga que abrace un "futuro democrático adecuado", pero ha declarado que "los problemas de Tonga son para que Tonga lo resuelva".

## Intercambio comercial
El comercio entre Estados Unidos y Tonga es relativamente bajo, pero ha visto un aumento constante en los últimos años. En 2001, Estados Unidos exportó a Tonga un total 4,8 millones de dólares, y en 2005 habían aumentado a 10.78 millones de dólares. En 2005, los Estados Unidos importaron de Tonga un total 6,45 millones de dólares.

## Misiones diplomáticas residentes
- Estados Unidos tiene una embajada en Nukualofa.[5]
- Tonga tiene un consulado-general en Burlingame, California.[6]